# Cuhon
Cuhon é uma comuna francesa na região administrativa da Nova Aquitânia, no departamento de Vienne. Estende-se por uma área de 16,34 km². Em 2010 a comuna tinha 401 habitantes (densidade: 24,5 hab./km²).